# جاكلين بيركنز
جاكلين بيركنز (بالإنجليزية: Jacqueline Perkins)‏ هي منافسة ألعاب القوى أسترالية، ولدت في 29 أغسطس 1965.

## وصلات خارجية
- جاكلين بيركنز على موقع الاتحاد الدولي لألعاب القوى (الإنجليزية)
- جاكلين بيركنز على موقع النتائج التاريخية لألعاب القوى الأسترالية (الإنجليزية)
- جاكلين بيركنز على موقع أوليمبيديا (الإنجليزية)
- جاكلين بيركنز على موقع اللجنة الأولمبية الأسترالية (الإنجليزية)